# خط محوري (قطاع جلدي)

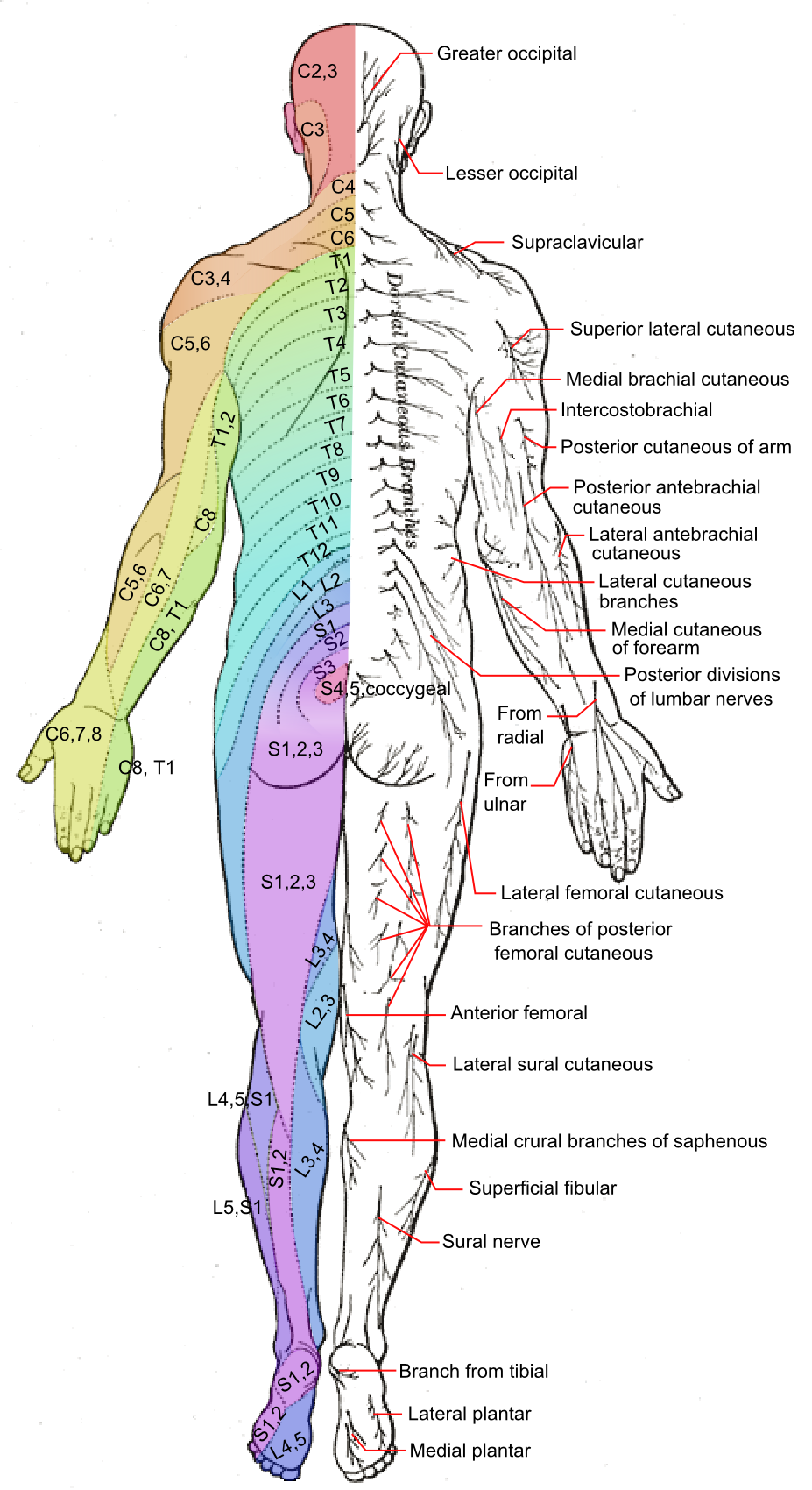
القطاعات الجلدية الخلفية

الخط المحوَرِيّ هو الخط بين قطاعين جلديين متجاورين لا يُمثِّلَان مستويات شوكيّة متجاورة تماماً. على الرغم من أن القطاعات الجلديّة تظهر بشكل قطع منفصلة على خرائط القطاعات الجلديّة (كما في الكشل المجاور)، إلا أنها في الواقع ليست كذلك، حيث تتداخل القطاعات الجلديّة المجاورة الواحد مع الآخر. هذا أحد أسباب تنوُّع خرائط القطاعات الجلديّة المُقترَحة. و مع ذلك، فإنه عند الخطوط المحوريّة لا تتداخل القطاعات الجلديّة المتجاورة. كمثال عن الخط المحوريّ الخط بين القطاع الجلدي S2 و L4 على الساق.